# Rotomoldeo
En ingeniería, el rotomoldeo o moldeo rotacional es una técnica de procesamiento de polímeros que permite obtener piezas de diferente tamaño, desde piezas pequeñas a otras con un tamaño mayor ( dependiendo del tipo de rotomoldeo que se utilice) con relativamente poco material y buena estabilidad.
Es un proceso de conformado de productos plásticos en el cual se introduce un polímero en estado líquido o polvo dentro de un molde y este, al girar en dos ejes perpendiculares entre sí, se adhiere a la superficie del molde, creando piezas huecas. 

## Antecedentes históricos
Por medio de esta técnica de ingeniería es posible elaborar artículos huecos basado en una adaptación de un antiguo método para vaciar metales, aunque la técnica actualmente varía de ese método en forma sustancial. Por medio de esta técnica se inyectaba metal fundido y de este metal una parte se solidificaba en el molde que giraba, el resto permanecía fundido y al separarse el fundido una capa de metal solidificado se separaba del molde. Esta técnica se usaba para fabricar los famosos soldaditos de plomo.
Este procedimiento se aplicó principalmente para polímeros como los plastisoles, los cuales tomaban forma en el molde al rotar, por acciones de la fuerza centrífuga. El plastisol solidificaba sobre las paredes del molde cuya temperatura era mayor.

## Etapas del proceso
El proceso se compone de las siguientes etapas:
1. Se deposita el polímero, ya sea pulverizado o en estado líquido, dentro del molde. Una vez hecho esto, se cierra el molde asegurando su estanqueidad, aunque este deberá haber sido construido de forma que al final del proceso sea posible abrirlo y recuperar la pieza elaborada. La cantidad de polímero necesaria ha de ser previamente calculada según las dimensiones requeridas para la pieza a fabricar.
2. El molde ya cerrado es introducido en un horno a temperaturas entre 180-220 °C (fundiendo o sinterizando el material), donde comienza a girar lentamente alrededor de dos ejes perpendiculares que pasan por el centro de gravedad de la pieza. El movimiento rotacional es el causante de que el polímero se adapte a las paredes internas del molde, cubriendo toda la superficie con una pared relativamente uniforme, quedando así la pieza hueca.
3. Posteriormente se enfría el molde y se extrae la pieza ya solidificada.

## Principios del moldeo rotacional
El moldeo rotacional consiste en un molde que es hecho girar en dos planos simultáneamente, este molde contiene en su interior el plastisol o el termoplástico fundido.

### Con polvo
En esta técnica, que básicamente es idéntica a la utilizada con plastisoles, pero aquí el termoplástico es alimentado en forma de polvo, el cual debe tener características de fluidez adecuadas, como bajo punto de fusión, viscosidad baja e índice de fluidez altos. El molde se hace girar en dos planos al mismo tiempo que se calienta todo el sistema en un horno.
Los termoplásticos más utilizados son los de PE, pero también se utilizan en muy baja medida PP, ABS, PA y PC, cuyos grados son especiales para tolerar lo agresivo de este proceso que tiende a degradar los polímeros.

## Materiales a los que se puede aplicar
Comúnmente se utilizan materiales termoplásticos, sin embargo, también se pueden utilizar termoestables y látex.  Los termoplásticos más comunes son polietileno (HDPE-LDPE), policloruro de vinilo (PVC), polipropileno (PP), poliestireno (PS), acrilonitrilo butadieno estireno (ABS), etc.  De los materiales termoestables se utilizan por ejemplo el poliéster RFV, la resina de PU y las resinas de poliéster y epoxi.

## Geometrías obtenibles
- Las piezas obtenidas por rotomoldeo son huecas y cerradas (se pueden hacer operaciones de mecanizado posteriores).
- Las piezas son comúnmente de espesor uniforme; sin embargo, es posible crear distintos espesores en ciertas zonas aumentado la temperatura del molde, de esa manera tardará más en enfriar el material por lo que se depositará mayor cantidad.   Otra manera de variar el espesor de una pieza es controlando la velocidad de giro de cada eje, si por ejemplo en un molde esférico se quiere dejar un espesor mayor en la zona de la línea de partición, se gira a mayor velocidad el eje secundario en comparación del eje principal, así se depositará mayor material en esta zona.
- Los espesores pueden variar desde pocos milímetros (mínimo 1,3 mm) hasta 10 cm.
- Se pueden obtener productos con doble capa, materiales espumados, moldeos sin juntas, etc.

## Equipos y utillaje
Actualmente existen máquinas de rotomoldeo de tamaños muy variados. Podemos encontrar desde máquinas de laboratorio para piezas de muy pequeñas dimensiones, hasta máquinas que tienen un diámetro esférico de hasta 5 000 mm.
Para el proceso de rotomoldeo es necesario:
- Una máquina de rotomoldeo biaxial (ejes perpendiculares) en la que girará el molde.
- Un molde que puede ser fabricado de materiales muy ligeros y de poco espesor (chapas metálicas) o de materiales macizos (ej. aluminio).
- Un horno para calentar el molde.
- Agua. El molde deberá ser enfriado en un principio al aire (lentamente para evitar deformaciones) y de ser deseado, posteriormente con agua para acelerar el proceso.

## Aspectos económicos-productivos

### Ventajas
- Se utiliza para piezas que por otros métodos como soplado resultarían más caras, por lo que se dice que es un proceso económico. Esto se debe a que el coste del molde disminuye notablemente en comparación con el método de soplado o inyección.
- Versatilidad. Se pueden obtener piezas de distintos tamaños, desde muy pequeñas hasta piezas de grandes dimensiones que serían imposibles fabricar por otros métodos.
- Baja inversión inicial considerando la producción.
-Se pueden realizar piezas de distintos espesores.
- Se pueden utilizar varios colores y materiales y cambiarse con facilidad.
- Muy bajo número de desperdicios. La mayoría de las piezas tiene incluso desperdicio nulo, únicamente lo hay en casos de desbarbados o eliminación de algún apéndice.
-Es un proceso casi completamente automatizable.

### Desventajas
- La precisión dimensional no es muy buena, existen variaciones considerables.
- Las burbujas de aire y humedad pueden suponer un problema.

## Aplicaciones habituales
- Piezas de pequeño tamaño: pelotas, Partes de muñecas, huchas, figuras, otros juguetes, recipientes, etc
- Piezas de gran tamaño: canoas, tanques, barriles, boyas, kayaks, lanchas, tanques de combustible, juegos recreativos, flotadores, etc.

## Parámetros
Para evitar las reducciones de tamaño, combaduras, deformaciones, tensiones, etc.; es necesario tomar en cuenta aspectos como la porosidad, la distribución de tamaño, la distribución del pigmento, el tiempo de cada ciclo, las dilataciones o compresiones, las velocidades de enfriamiento y calentamiento, el material del molde y la velocidad de rotación.

## Otros
Se puede calcular el tiempo de ciclo de una pieza conformada por rotomoldeo con la siguiente expresión:
{\displaystyle \left({\frac {T_{f}-T}{T_{f}-T_{0}}}\right)=e^{-{\frac {hA}{mC_{p}}}t}}

## Imágenes
Rotomoldeo en un molde con línea de partición horizontal (fig.1)
Rotomoldeo en un molde con línea de partición vertical (fig.2)